# Cornelia Breitenbach
Cornelia Breitenbach   (Múnic, 1948 - 1984) va ser una artista tèxtil estatunidenca.

## Biografia
Breitenbach va emigrar als Estats Units amb la seva família el 1957. Va estudiar al Philadelphia College of Art, i va obtenir una llicenciatura en belles arts amb honors en gravat el 1970. El 1974 va rebre un màster en belles arts en disseny tèxtil per la Cranbrook Academy of Art de Bloomfield Hills, Michigan.
Breitenbach va ser nomenat professora ajudant d'art a la Universitat de Califòrnia, Los Angeles el 1980. Va morir el 1984 a Beverly Hills, Califòrnia.
La seva obra es troba a les col·leccions de l'Smithsonian American Art Museum i la National Gallery of Art, Washington.